# Emballotheca quadrata
Emballotheca quadrata är en mossdjursart som först beskrevs av William MacGillivray 1880.  Emballotheca quadrata ingår i släktet Emballotheca och familjen Parmulariidae. Inga underarter finns listade i Catalogue of Life.